# Бильдерлинг, Александр Григорьевич
Александр Григорьевич Бильдерлинг  (нем. Alexander Otto Georg von Bilderling; 1805—1873) — генерал-лейтенант Русской императорской армии (1869), директор Николаевского инженерного училища.

## Биография
Происходил из отстзейских немцев. Родился в 1805 году в семье бывшего лютеранского пастора, доктора философии Виттенбергского университета и старшего учителя немецкого и латинского языков в Митавской гимназии Георга Сигизмунда фон Бильдерлинга.
В 1826 году окончил Институт инженеров путей сообщения в Санкт-Петербурге, после чего в рядах инженерных войск принимал участие в Русско-турецкой войне 1828—1829 годов. В 1829—1854 годах продолжал служить в инженерных войсках, в 1854—1856 участвовал в Крымской войне; с 8 сентября 1855 года — генерал-майор.
С 1860 года был сперва инспектором, а затем директором Николаевского инженерного училища; 30 августа 1869 года был произведён в генерал-лейтенанты. Был награждён орденами Святого Станислава 1-й степени (1858) и Святой Анны 1-й степени (1860); в 1869 году награждён золотым оружием за XL лет службы.
Скончался 8 (20) октября 1873 года. В том же году в «Инженерном журнале» была опубликована его статья «Новые электромагнитные приборы на венской всемирной выставке».

## Семья
Женился 22 августа 1843 года на дочери тайного советника Ф. О. Доливо-Добровольского, Марии Флоровне (ок. 1820 — 1887). В браке с ней имел двоих сыновей (оба — православные):
- Бильдерлинг, Пётр Александрович (1844—1900) — генерал-майор и нефтепромышленник.
- Бильдерлинг, Александр Александрович (1846—1912) — генерал от кавалерии, художник и писатель.

В 1903 году младшему сыну Александра Григорьевича, Александру Александровичу и детям покойного старшего сына Петра Александровича указом царя Николая II был пожалован баронский титул (бароны фон Бильдерлинг).